# Vaga luna, che inargenti

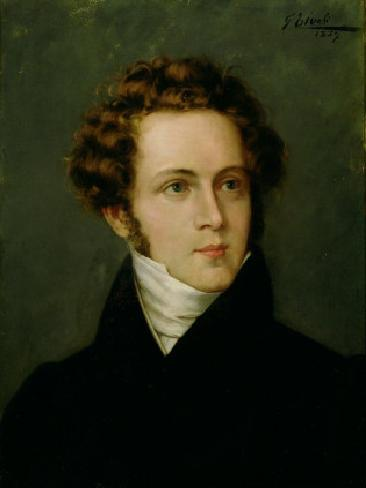
Vincenzo Bellini (1801–1835), el compositor de "Vaga luna, che inargenti"

"Vaga luna, che inargenti" (Hermosa luna, que plateas) es una arieta compuesta por Vincenzo Bellini de un texto italiano anónimo y dedicado a Giulietta Pezzi. Se publicó en 1838 por Casa Ricordi en Tre ariette inedite junto con dos otras dos canciones de Bellini, "Il fervido desiderio" y "Dolente immagine di Fille mia mia". También se incluyó entre las quince canciones de Bellini publicadas por Ricordi bajo el título Composizioni da Camera en 1935, el centenario de la muerte del compositor. Compuesto en el estilo bel canto,  es una pieza recital frecuente. Su clave original es en La bemol mayor con un tempo de andante cantabile.

## Letras
| Vaga luna, che inargenti queste rive e questi fiori ed inspiri agli elementi il linguaggio dell'amor; testimonio or sei tu sola del mio fervido desir, ed a lei che m'innamora conta i palpiti e i sospir. Dille pur che lontananza il mio duol non può lenire, che se nutro una speranza, ella è sol nell'avvenir. Dille pur che giorno e sera conto l'ore del dolor, che una speme lusinghiera mi conforta nell'amor | Hermosa luna, salpicada de plata Estos bancos y flores, Evocando desde los elementos El lenguaje del amor Sólo vosotros sois testigos de mi ardiente deseo; Ve a decírselo, dile a mi amada Cuánto la deseo y suspiro. Dile que con ella tan lejos, mi dolor nunca podrá ser aliviado, Que la única esperanza que aprecio es que mi futuro sea pasado con ella. Dile que día y noche cuento las horas de mi anhelo, Esa esperanza, una dulce esperanza me llama, y me reconforta en mi amor. |